# Christian von Steven
Christian von Steven (Христиан Христианович Стевен - Christian Christianowitsch Stewen) fue un botánico y entomólogo ruso de origen sueco (30 de enero de 1781 , Fredrikshamn, Finlandia - 30 de abril de 1863 , Simferópol, Crimea ).
En 1799 Steven comienza los estudios de Medicina en la Facultad de San Petersburgo, antes de trabajar en un centro de producción de seda en el Cáucaso, donde comienza como asistente y termina como inspector (1806).
En 1812, participa en la creación del Jardín botánico de Nikita en Crimea, que dirige justamente en 1824. De 1826 a 1851, dirige un criadero de sericicultura.

## Obra
- Monographia Pedicularis, 1822.
- Verzeichnis der auf der taurischen Halbinsel wildwachsenden Pflanzen, 1856-1857.

## Honores

### Epónimos
En su honor se lo nombra en:
- Géneros:
  - Stevenia Adams & Fisch. de la familia Brassicaceae
  - Steveniella Schltr. de la familia Orchidaceae.

- Dieciséis especies:
  - (Asteraceae) Acosta steveniana (Klokov) Holub
  - (Caprifoliaceae) Lonicera steveniana Fisch. ex Pojark.
  - (Paeoniaceae) Paeonia steveniana Kem.-Nath. (sin. Paeonia wittmanniana var. nudicarpa)
  - (Tiliaceae) Tilia steveniana Borbás

- La abreviatura «Steven» se emplea para indicar a Christian von Steven como autoridad en la descripción y clasificación científica de los vegetales.[1]